# Euchaeta marinella
Euchaeta marinella is een eenoogkreeftjessoort uit de familie van de Euchaetidae. De wetenschappelijke naam van de soort is voor het eerst geldig gepubliceerd in 1974 door Bradford.